# Benito Tristany
Benito Tristany y Freixas, conocido por mosén Benet (Ardévol, 6 de marzo de 1794—Solsona, 17 de mayo de 1847) fue un sacerdote y general español carlista, que combatió en la primera guerra carlista y en el levantamiento de los Matiners. 
Fue hecho preso en 1847 junto a otros cabecillas carlistas como el «Ros de Eroles», y fusilado por traición, de espaldas. Fue tío del jefe carlista Rafael Tristany.

## Biografía
Recibió los primeros rudimentos de educación del cura de su aldea, continuando en Solsona los estudios superiores. Debido a su imaginación ardiente y su genio inquieto y bullicioso no demostró gran afición a los estudios y menos a la teología moral, pero a pesar de ello siguió la carrera eclesiástica y a los veinticinco años de edad fue ordenado presbítero.

### Guerra Realista
Tres años más tarde se lanzó al campo, reclutando a gente en nombre del rey, y se apoderó de 17 de mayo de 1822. Peleó con varia fortuna, cometió excesos, por los cuales se le formó causa a instancias del barón de Eroles, pero favorecido por la reacción, fue puesto en libertad y el obispo de Solsona le devolvió las licencias para celebrar misa. No solo fue perdonado, sino que obtuvo una canonjía en la colegita de Guisona, pasando en 1826 a otra de Gerona, donde fue mal recibido por el cabildo, que, según Pirala, conocía sus presuntos malos antecedentes morales y palpaba su supuesta insuficiencia intelectual. Le dispensaron por tanto de asistir al coro y lograron que fijara su residencia en Barcelona.

### Primera guerra carlista
En 1833 se pronunció por Don Carlos, que le nombró mariscal de campo. 

En este empleo —dice Pirala— y militando, se hallaba en su centro y veía colmados sus mayores deseos. Entusiasta defensor del carlismo, estaba dispuesto a hacer por la causa que abrazaba, hasta el sacrificio de su vida. Hombre de pequeños alcances, pero de grandes pasiones, era útil a la causa carlista más por su entusiasmo que por su inteligencia y su gran prestigio entre sus crédulos paisanos, a quienes favorecía. Rebajando a veces sus vicios al nivel del vulgo, tomaba parte de él y captaba así esa especie de simpatía de compañerismo, que tanto le favoreció en muy críticas circunstancias.

De esta manera pudo conseguir las ventajas que en vano procuraron otros con más genio; conocía, además, Tristany a sus paisanos, y modelaba su conducta a la conveniencia. Por esto no se debería ver nunca en Tristany al militar, sino al partidario, al inquieto jefe de una banda de insubordinados desconentos, pero que eran valientes y le seguían por doquiera. Él los halagaba y ellos le defendían.

Durante los primeros años de la guerra carlista, Tristany estuvo al frente de un puñado de partidarios que fueron aumentando hasta llegar en la primavera de 1836 a constituir un núcleo de más de 1500 hombres; se batió con tesón, retirándose a las montañas en cuanto sufría algún descalabro, llegando a ser en dicha época, después de Torres, el más temible de los cabecillas que operaban en Cataluña. Después de innumerables encuentros y sorpresas, adversos o afortunados, logró en la madrugada del 21 de abril de 1837 penetrar por sorpresa en Solsona, en donde se mantuvo hasta el 30 del mismo mes, en que fue desalojado por el barón de Meer, que acudió al frente de numerosas fuerzas, quien, a partir de haberse impuesto en Solsona, salvó la causa liberal en Cataluña.
Durante la incursión de Don Carlos por Cataluña, Tristany, que se hallaba en Vallirana con 3500 infantes y 100 caballos, trató de invadir los llanos de Barcelona y su litoral, teniendo que retirarse ante la superioridad de las fuerzas que salieron de la capital.
A las órdenes de Urbiztondo tomó parte en el ataque frustrado de Prats de Llusanés, sitio de San Juan de las Abadesas y demás operaciones realizadas durante el verano del citado año. La Junta que rodeaba a Don Carlos nombró a Tristany, el 3 de septiembre, segundo jefe de Urbiztondo, encargándole la inspección de los cuerpos de la alta montaña catalana. Su jefe le ordenó que realizara una excursión por el Ampurdán, con el objeto de proporcionarle recursos que tanta falta le hacían, y durante ella se entregó, dice Pirala, «al más inicuo vandalismo».
Al marchar Urbiztondo, aunque le correspondía el mando, su reconocida incapacidad hizo que fuese nombrado jefe de las fuerzas carlistas el coronel Segarra, a cuyas órdenes sirvió, lo mismo que a las de Cabrera, hasta que este se internó en Francia en 1840.

### Segunda guerra carlista
Tristany, que había llegado hasta las fronteras, regresó a los montes que fueron teatro de sus operaciones con los que quisieron seguirle, pero tuvo que desistir de su empeño al poco tiempo y emigrar. En 1846 volvió al campo y reclutando gente logró ocupar Guisona, de donde marchó a Vicfred y a Calaf, y a poco a Tarrasa. Sorprendido por el coronel Manzano tuvo que desalojar la ciudad, fue batido poco después en Sampedor y en Suria, y se vio obligado a dividir sus fuerzas.
Con el objeto de reclutar gente, empezó a recorrer diversos pueblos, dirigiéndose de Guisona a Sanahuja, pero, perseguido por el coronel Baxeras, fue sorprendido por traición y hecho prisionero cerca de su pueblo, de donde le condujeron a Solsona para ser puesto en capilla y fusilado.
Según su sobrino Rafael Tristany, mosén Benet nunca quiso que se le retratase, razón por la que Francisco de Paula Oller, biógrafo de numerosos personajes carlistas, no pudo hallar ningún retrato suyo.